# Mietlica olbrzymia
Mietlica olbrzymia (Agrostis gigantea Roth) – gatunek rośliny z rodziny wiechlinowatych. Znana jest także pod nazwami mietlica biaława i perzówka. Jako gatunek rodzimy występuje w Eurazji. Ponadto zawleczony do Ameryki, Australii i południowej Afryki. W Polsce gatunek pospolity. Występuje na żyznych łąkach i pastwiskach od nieznacznie suchych do niezbyt wilgotnych.

## Morfologia

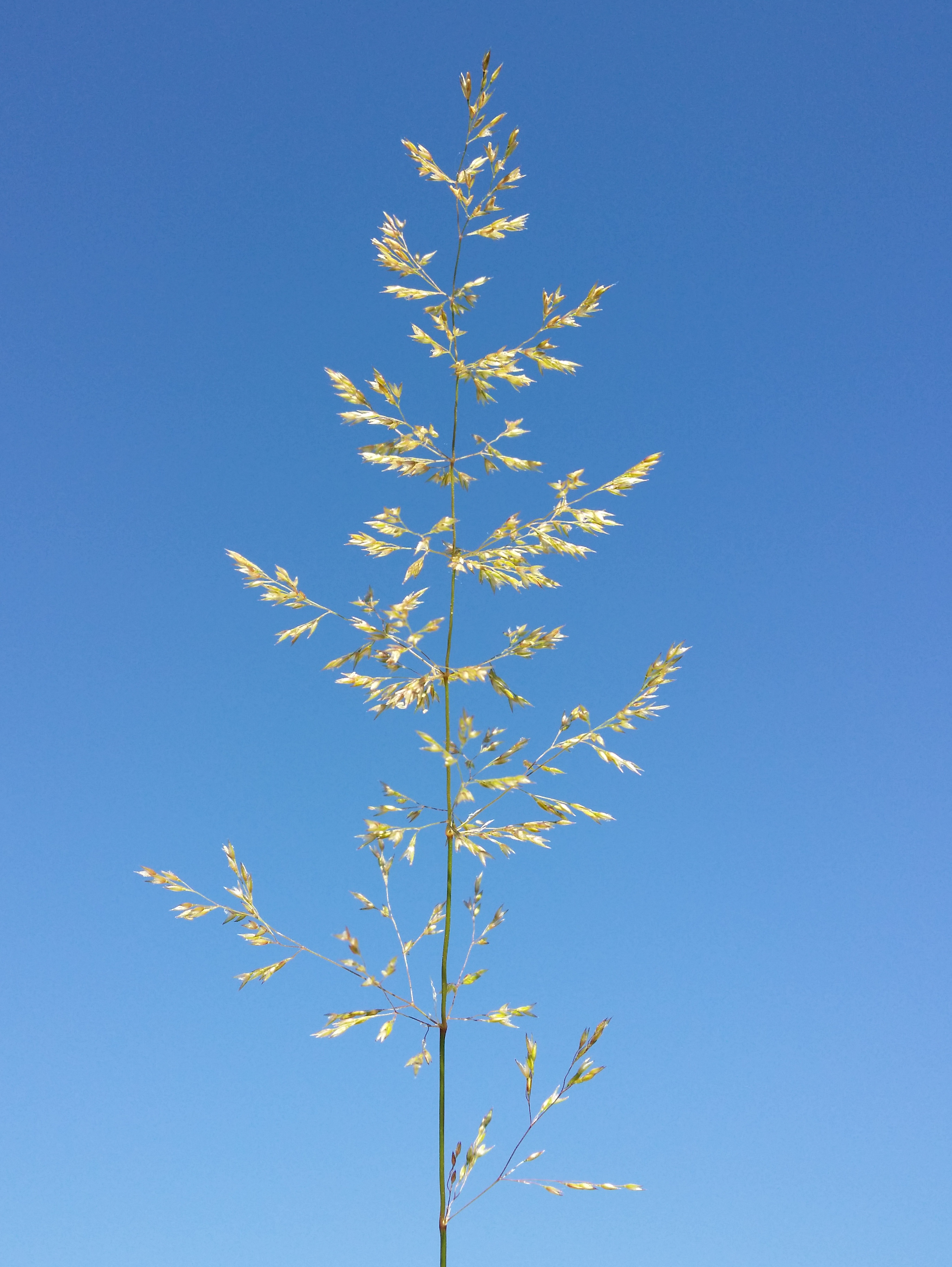
Kwiatostan

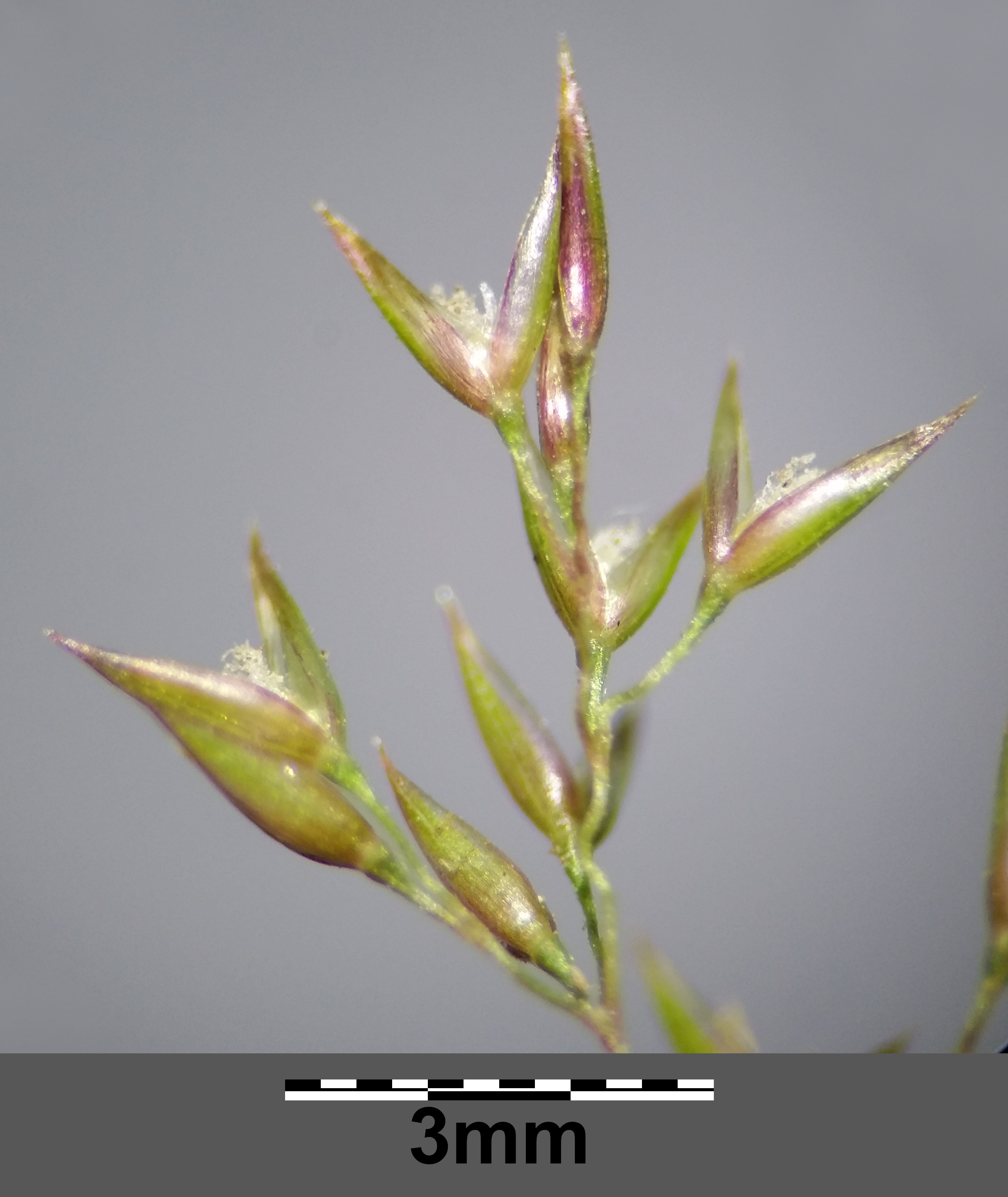
Kłoski

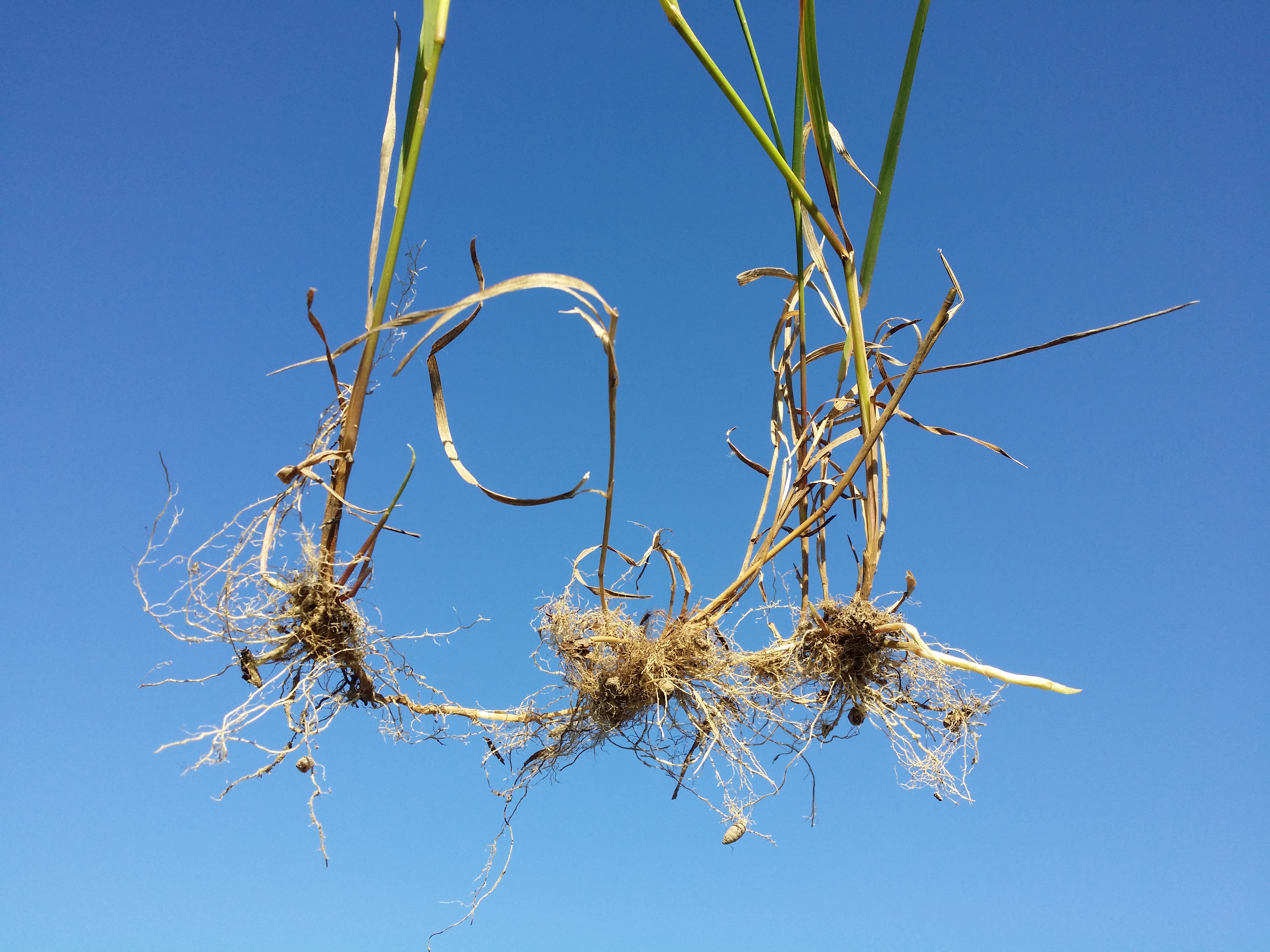
Rozłogi

PokrójZielona roślina, tworząca rozłogi i luźne kępy.
ŁodygaJej źdźbła wysokie na 40–100 cm są dość obficie i równomiernie ulistnione.
LiścieLiście koloru szarozielonego, dość niewielkie o kształcie lancetowatym, wyraźnie unerwione. U podstawy posiadają otwartą pochwę liściową i długi języczek.
KwiatyWiatropylna, kwiatostan w postaci długiej na 15 cm wiechy. Białawe, podłużne i drobne kłoski wytwarzają jeden kwiatek.
NasionaOplewione ziarniaki o barwie szaro-brunatnej, szerokości do 0,3 mm i długości do 1,5 mm.

## Biologia i ekologia
Roślina wieloletnia, rozwija się późną wiosną, kwitnie pod koniec czerwca. Gatunek charakterystyczny klasy Molinio-Arrhenatheretea.

## Zmienność
Gatunek zróżnicowany na dwa podgatunki:
- Agrostis gigantea subsp. gigantea – występuje w całym zasięgu gatunku
- Agrostis gigantea subsp. maeotica (Klokov) Tzvelev – rośnie w południowej Ukrainie i na Krymie

## Zastosowanie
Trawa uprawna o bardzo dobrych właściwościach pastewnych. Stosowana na wilgotne łąki i pastwiska. Gatunek bardzo lubiany przez konie.